# 喜連川恵氏
喜連川 恵氏（きつれがわ やすうじ）は、江戸時代中期から後期にかけての大名。下野国喜連川藩の第7代藩主。

## 生涯
宝暦4年（1754年）6月10日（または宝暦2年（1752年））、伊予国大洲藩6代藩主・加藤泰衑の長男として誕生した。
宝暦11年（1761年）11月、喜連川藩6代藩主・喜連川氏連の養嗣子となり、12月に氏連が死去すると、宝暦12年（1762年）2月23日に跡を継いだ。
明和5年12月1日（1769年）に徳川家治に御目見し、寛政元年12月10日（1790年）に子の彭氏に家督を譲って隠居し、大蔵大輔に叙任された。
文政12年（1829年）5月16日に死去した。

## 系譜
父母
- 加藤泰衑（実父）
- 喜連川氏連（養父）

正室
- 崎 - 前田利道の娘

子女
- 喜連川彭氏（長男）
- 喜連川氏久（次男）
- 喜連川氏敏（三男）
- 生駒親章正室
- 大沢基隆室
- 毛利高誠正室
- 織田信順継室
- 娘